# ドイツ連邦軍軍事史博物館
ドイツ連邦軍軍事史博物館（ドイツれんぽうぐんぐんじしはくぶつかん、ドイツ語: Militärhistorisches Museum der Bundeswehr (MHM) 英語: Bundeswehr Military History Museum）は、ドレスデンのアルベルトシュタット地区に建つヨーロッパで最も規模の大きい軍事史博物館の一つであり、ボンにある歴史の家やベルリンのドイツ歴史博物館と並んでドイツ三大歴史博物館の一つである。
2011年10月、米国の建築家ダニエル・リベスキンドの設計により改築され、再開館した。

## 沿革
1873年から1877年までドレスデンのオルブリヒト広場に兵器庫が設立され、アルベルトシュタット地区の中心施設となった。地上階にはザクセン王国軍所有の大砲が、その上階には小銃や剣の保管庫が設置されていた。1877年5月1日アルベルトシュタットの兵器庫の竣工に伴い、それまではエルベ川沿いの「ブリュールのテラス」に建っていたドレスデン武器庫は閉鎖され、その後アルベルティヌムに改築された。
1914年ザクセン王国軍博物館として使用された。第一次世界大戦後、軍用保管庫としての機能は無くなり、産業会館として様々な企業に貸し出されたが、本館は軍需品保管のために使用された。
1940年陸軍博物館と改名し1945年まで開館する。都心から少し距離があるアルベルトシュタット地区はドレスデン爆撃による被害をほとんど受けなかったが、陸軍博物館は戦後赤軍に収蔵品を没収され、これらのほとんどがソ連へ運び去られた。そのため博物館は解体した。建物はドレスデン市に移譲され、1967年まで市立博物館別館やクリスマス市会場として使用され、最初のドレスデン復興展の会場にもなった。1961年にポツダム・大理石宮殿で開館したドイツ軍博物館が、1972年にドレスデン兵器庫へ移された。ドイツ民主共和国（旧東ドイツ）軍博物館と改名され、国家人民軍（旧東ドイツ軍）やワルシャワ条約機構同盟国の歴史が主に展示された。
1990年ドイツ連邦国防省が博物館を引継ぎ、「軍事史博物館」と改名する。1994年当時の連邦国防大臣フォルカー・リューエは、連邦軍の博物館として新たな場を拡大していくことを決めた。しかしながら、常設展示は2003年まで旧東ドイツの雰囲気から脱却できず、階級闘争やドイツの東西対立といったテーマが色濃く出ていた。
2001年新たな展示に向けた建物の改築が決定し、米国の建築家ダニエル・リベスキンドがコンペ当選を果たす。7年間の改築を経て、博物館は2011年10月14日に再開館を果たした。

## 改築
ダニエル・リベスキンド、ハンス・ギュンター・メルツおよびホルツァー・コブラ―建築事務所による建築構想に沿って改築が行われた。
当初2008年完成予定だったが、2011年秋まで遅れた。その理由は、安全装置と併設レストランの設置により大幅に費用が膨れ上がってしまったためであった。改築の間、2010年9月までは隣接した建物の中で仮展示が行われた。
2011年10月15日に新たな常設展示場が開館。脱構築主義的な建築プランに沿って、歴史的建造物がくさび形の構造物によって補われ、また両断された。
1945年2月のドレスデン空襲の際、イギリス空軍の爆撃機団はドレスデン旧市街上空をV字形になって飛び爆撃した。建物のくさび先端が指すのは町中心部北西に位置するハインツ・シュタイアー競技場である。そこはちょうどイギリス空軍の誘導部隊が、アブロ ランカスター重爆撃機部隊の爆撃を支援するため、目標となるマーカーを点けたところであった。
しかし、くさび形はドレスデン爆撃の象徴というだけでなく、展示の新しいコンセプトも表している。年代順展示が入っている旧館の歴史的軍用建築が、時代を越えたテーマ展示の入る現代建築のくさびによって両断され、それは威嚇的な軍事史の継続に切れ目を入れ、新たな視点や問いかけをもつことを示す。
常設展示の内装はハンス・ギュンター・メルツとホルツァー・コブラ―建築事務所によるものである。博物館内には2013年の時点でおよそ1万点の展示品があり、100万点以上の品が保管されている。

## 方針
博物館は軍事技術史ではなく、現代文化史博物館である。歴史を学び、疑問を投げかけ、考える空間を提供しており、軍事歴史に正面から取り組むことを目的としている。一般的な歴史学の目的と同様、展示の中心には人を据えている。それは、まず人間の本質が戦争の原因と理解されるからである。展示や建築構想に表される暴力の存在や原因といった文化史は、博物館の礎石を成す。
軍が現代軍事史に取り組むための足がかりという意味では、単なる組織としてのみならず経済的、社会的、文化的そして公共生活の要素であるべきだとしている。
軍事歴史博物館には2種類の順路があり、旧館の年代順に見てまわるコースと新館のテーマ別に見てまわるコースとがある。
新館の展示は、より大きな意味や経験、機能の関連性の中で重視した12のテーマから成る。テーマの中では、互いに相似する現象や過程、記憶の概観と比較がされるため、一つの時代ではくくることができない。そのため展示品に対して批判的な見方を保ち、技術への傾倒を避けている。
いっぽう旧館では、中世後期から現代まで年代順の展示で構成され、ドイツにおける軍事と社会の関係性が歴史を背景に照らし表されている。包括的な主題は時代を一貫し、展示品やテーマに別の視点を投げかけるが、三つに区分けされた展示は、訪問者の様々な知識と経験の上で理解される。
建築や新常設展の全構想は、伝統的と革新的な解釈、表現方法の並存を目指している。
また屋外展示では戦車など、東独軍と冷戦期の連邦軍の装備品が並ぶ。
他の連邦軍関連施設と同様に、博物館の運営等には予備役の人材が関わっている。

## ギャラリー

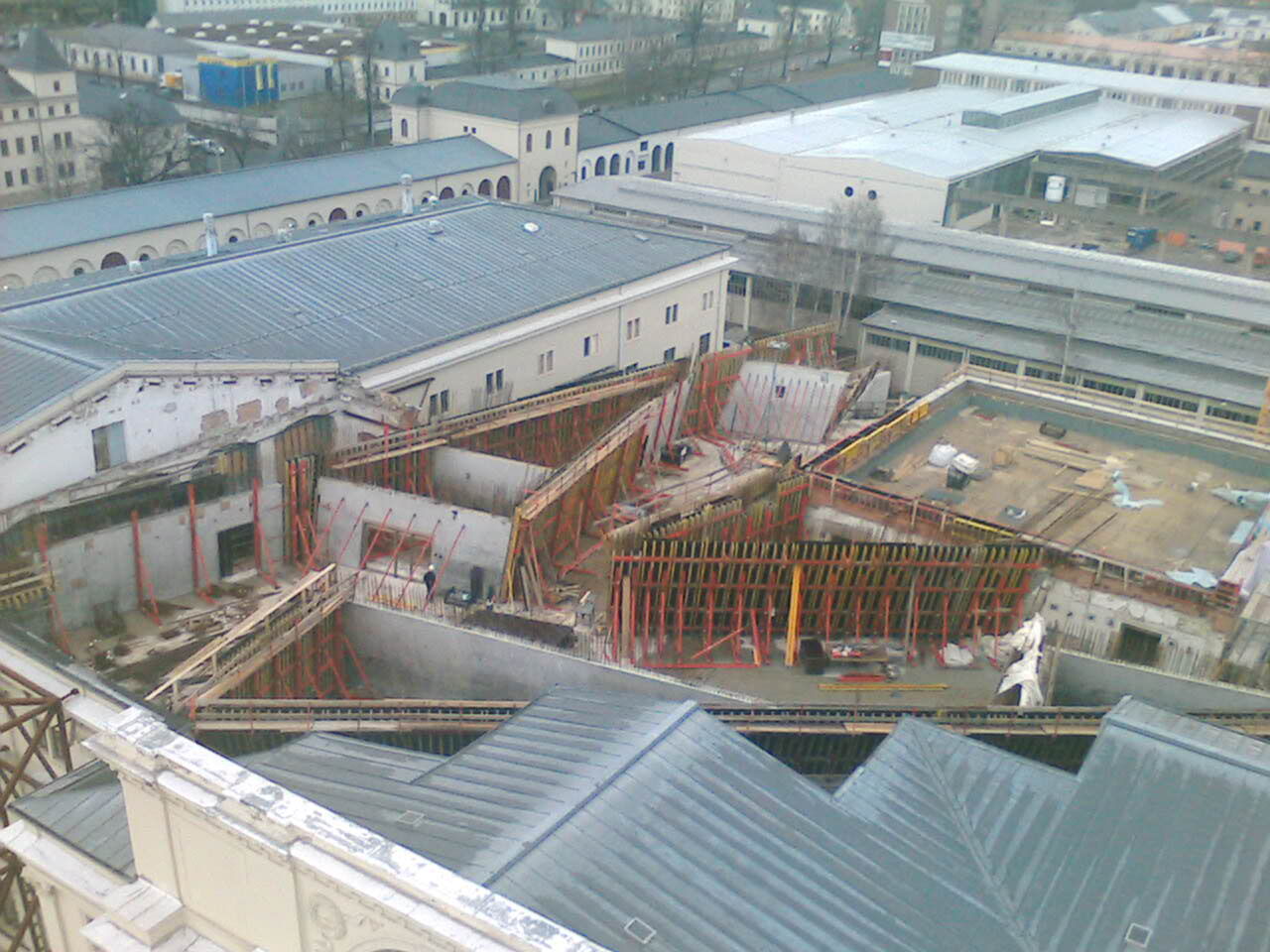
新館3階部分
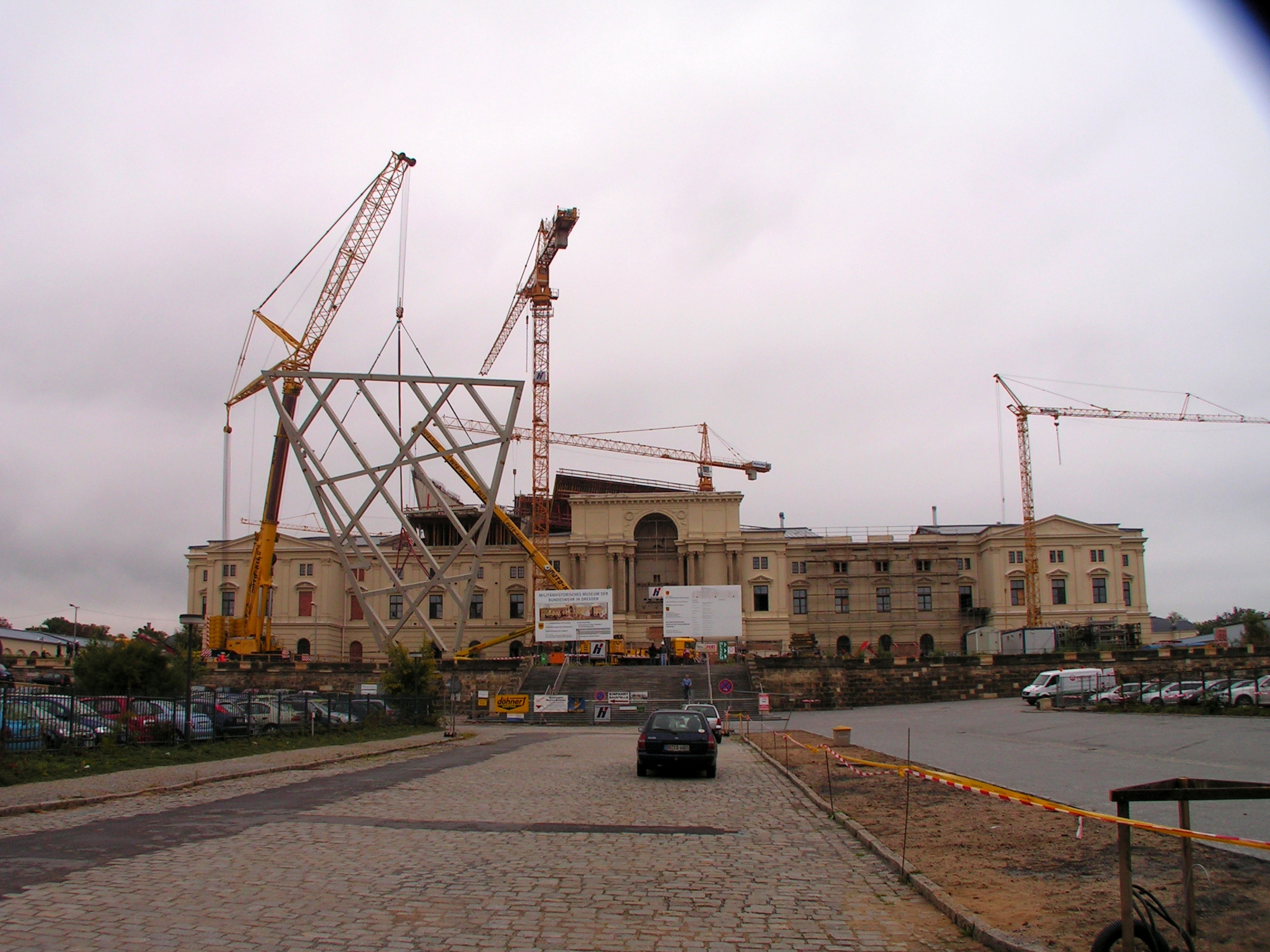
くさび先端部取り付け中の兵器庫
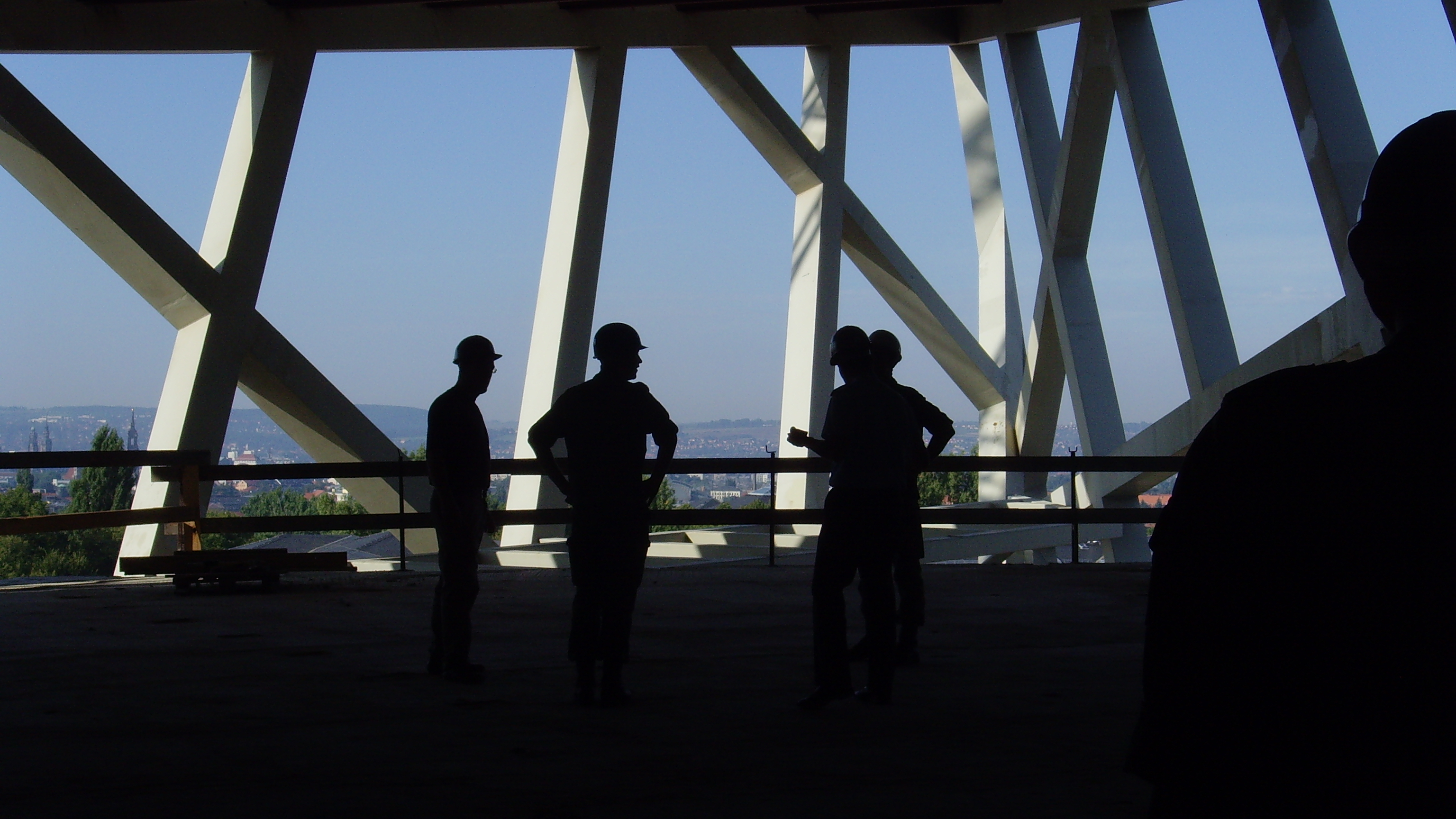
最上階からドレスデンの眺め
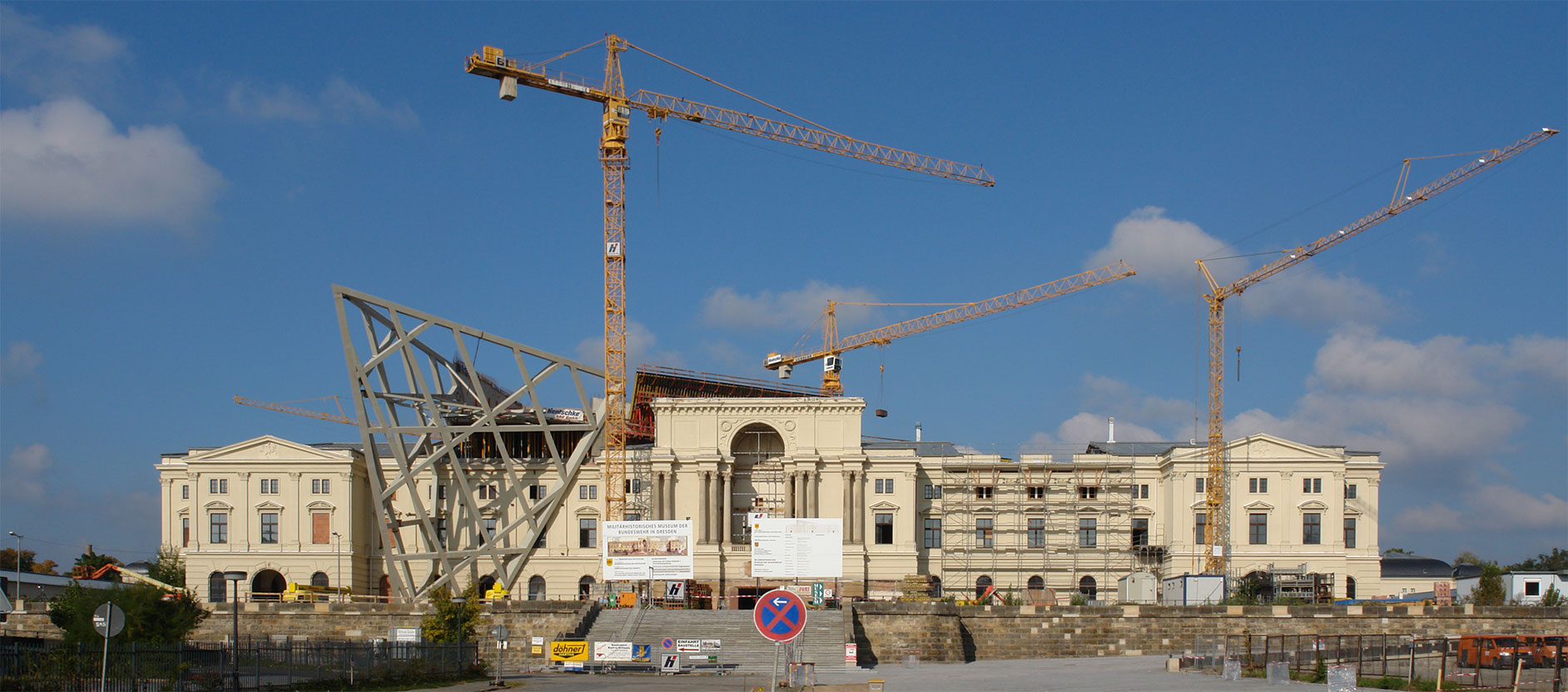
2008年10月
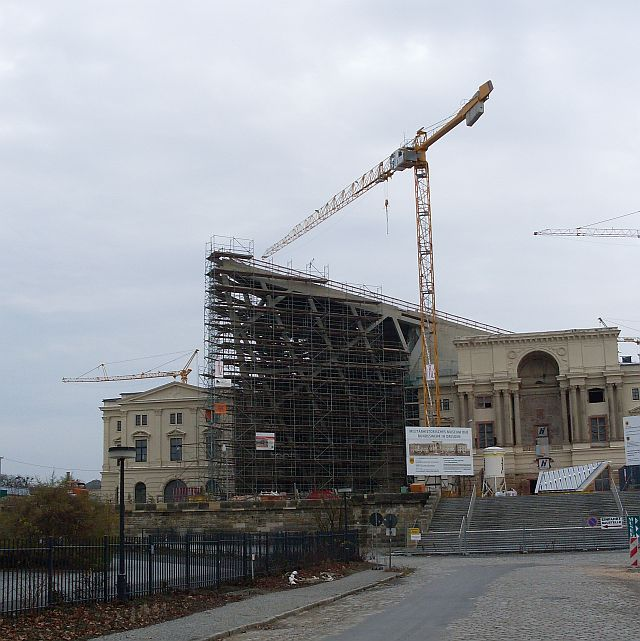
2009年11月
軍事歴史博物館外観
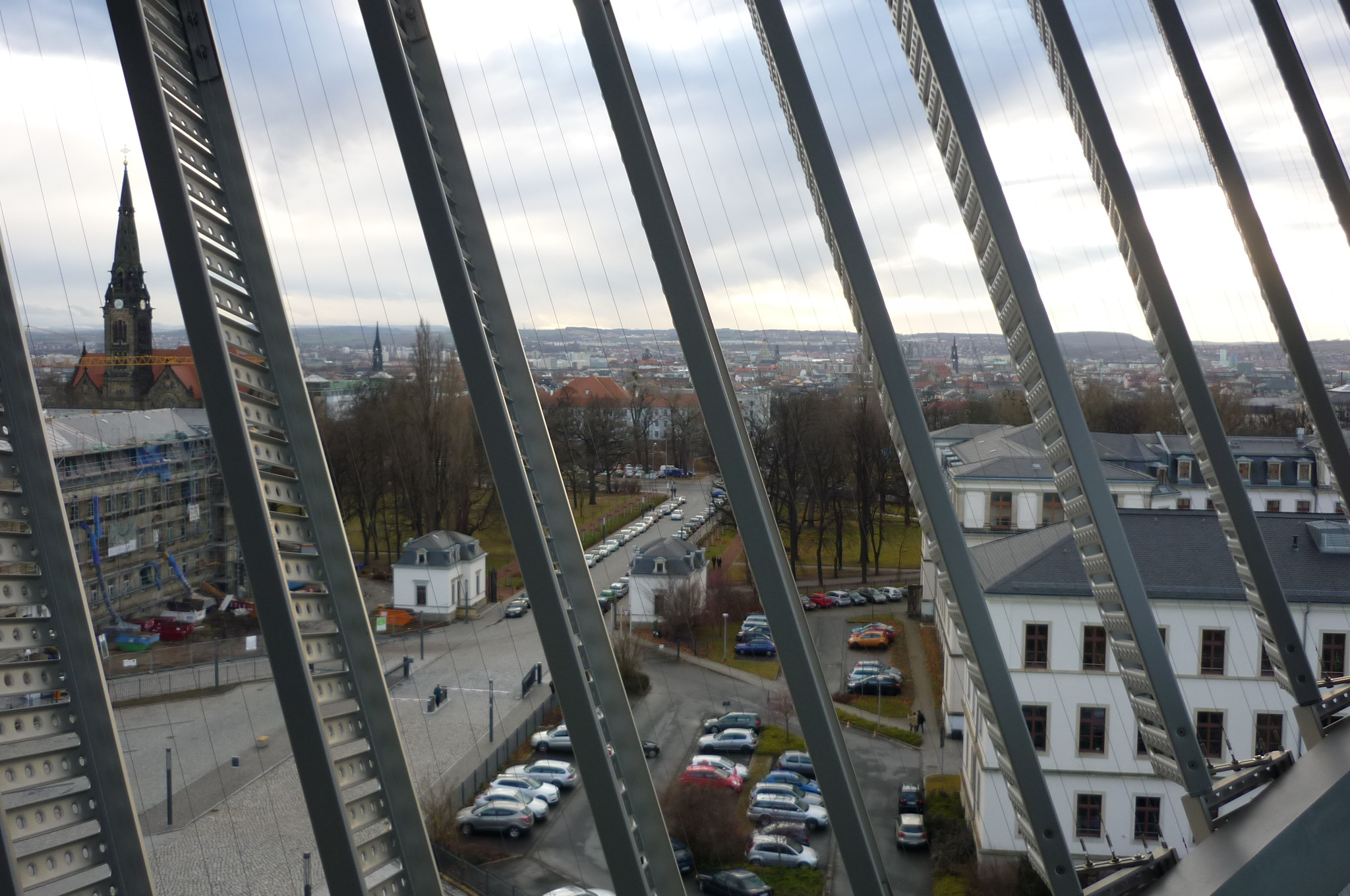
格子を通してのドレスデンの眺め
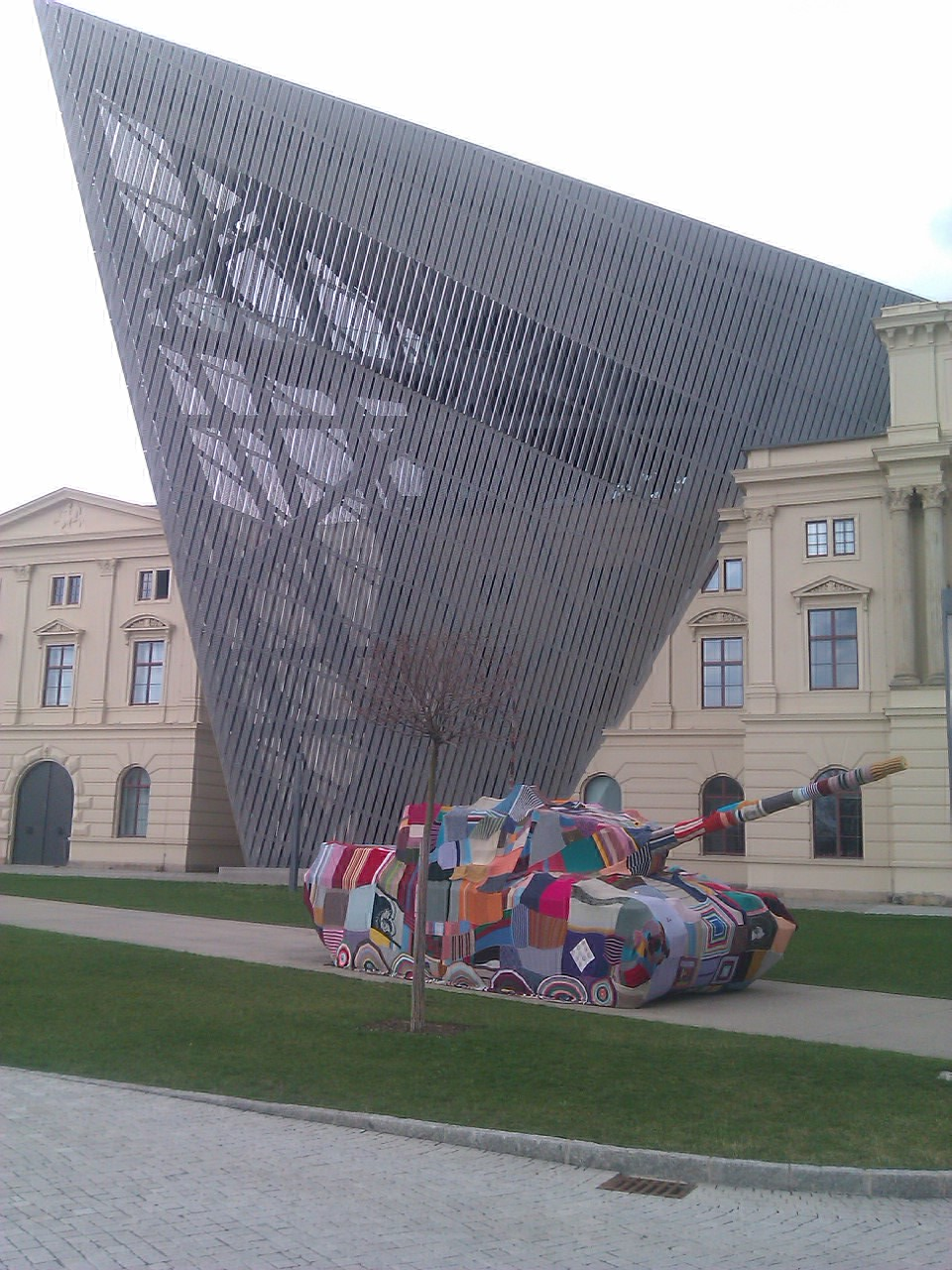
「手編み戦車」展示

## 展示品

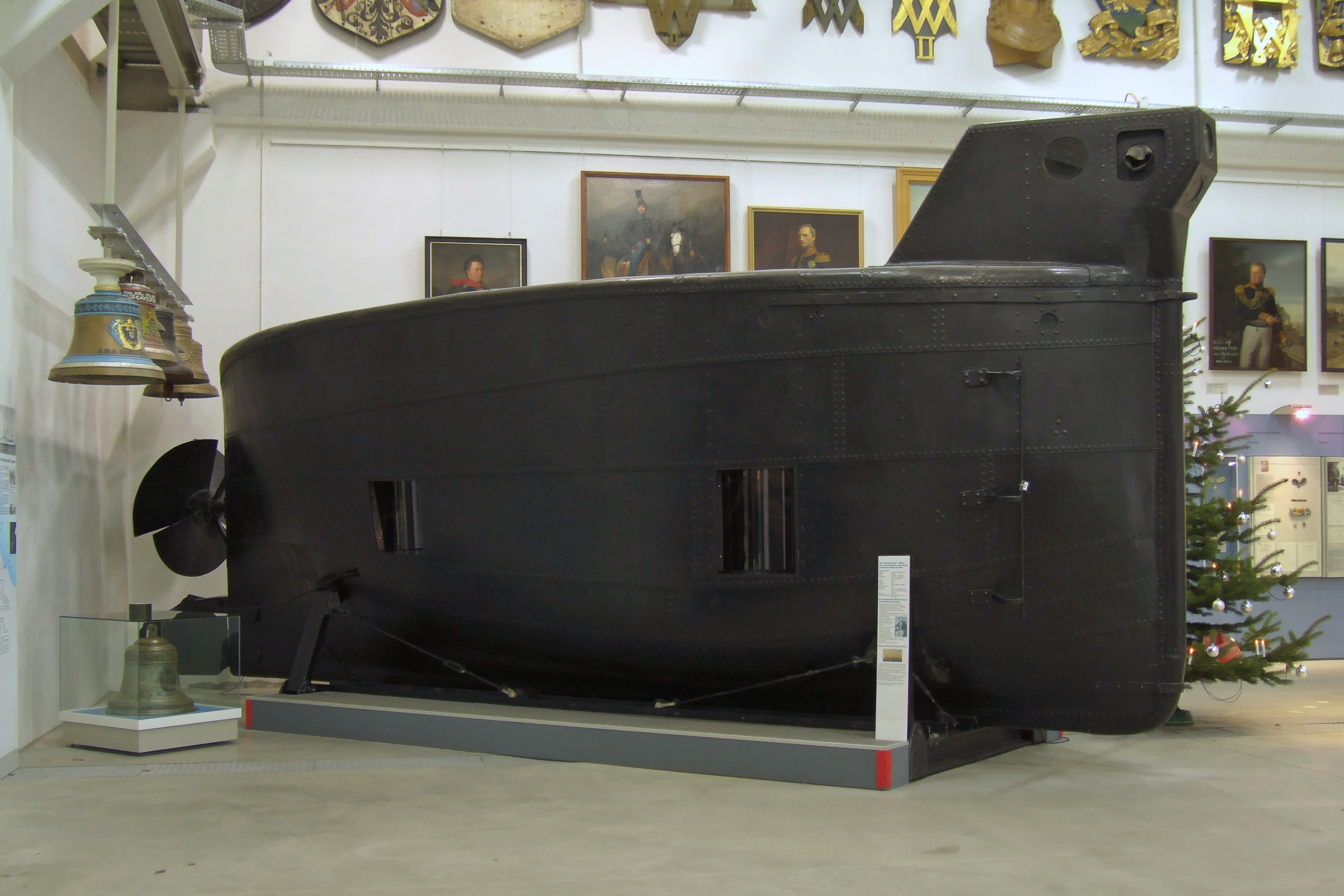
ヴィルヘルム・バウアーの設計によるドイツで最初のUボート
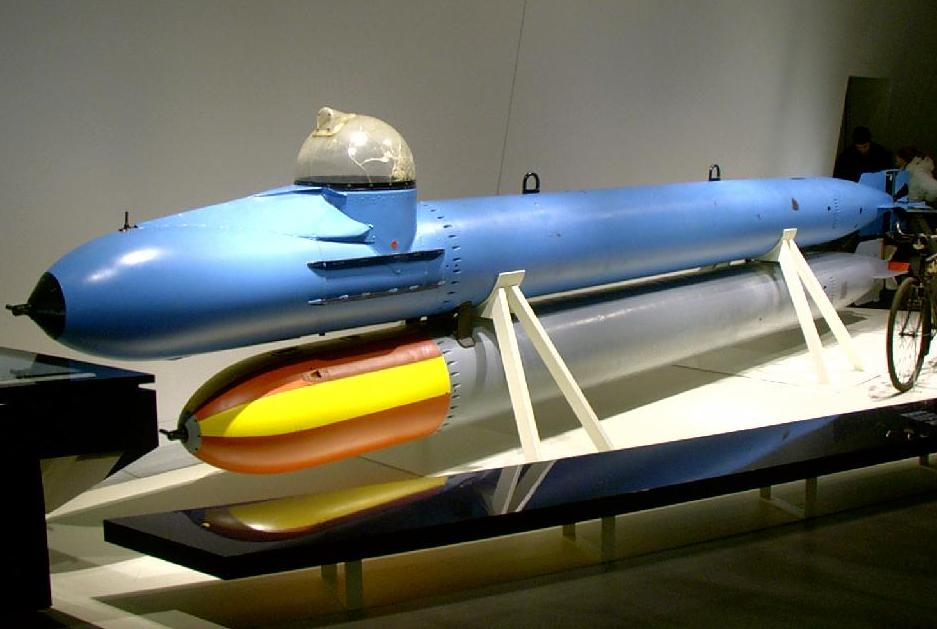
人間魚雷「マーダー（特殊潜航艇）」
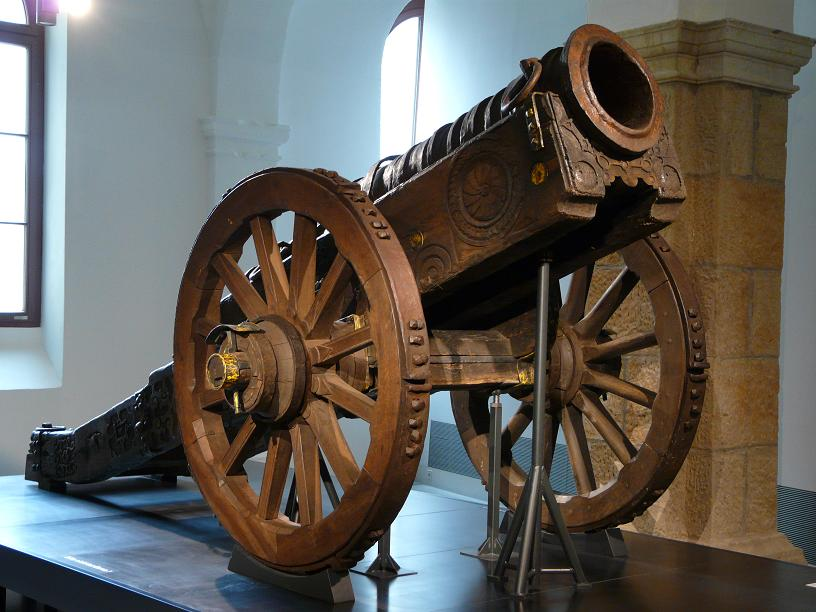
射石砲 Faule Magd
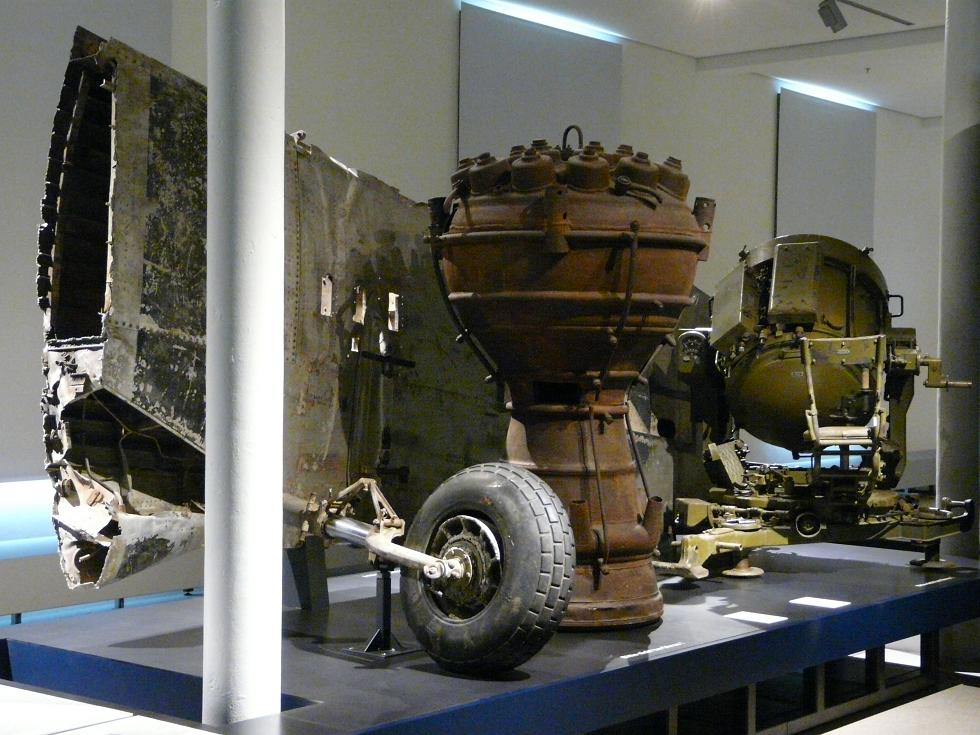
P-51翼、 V2ロケットエンジン、投光器
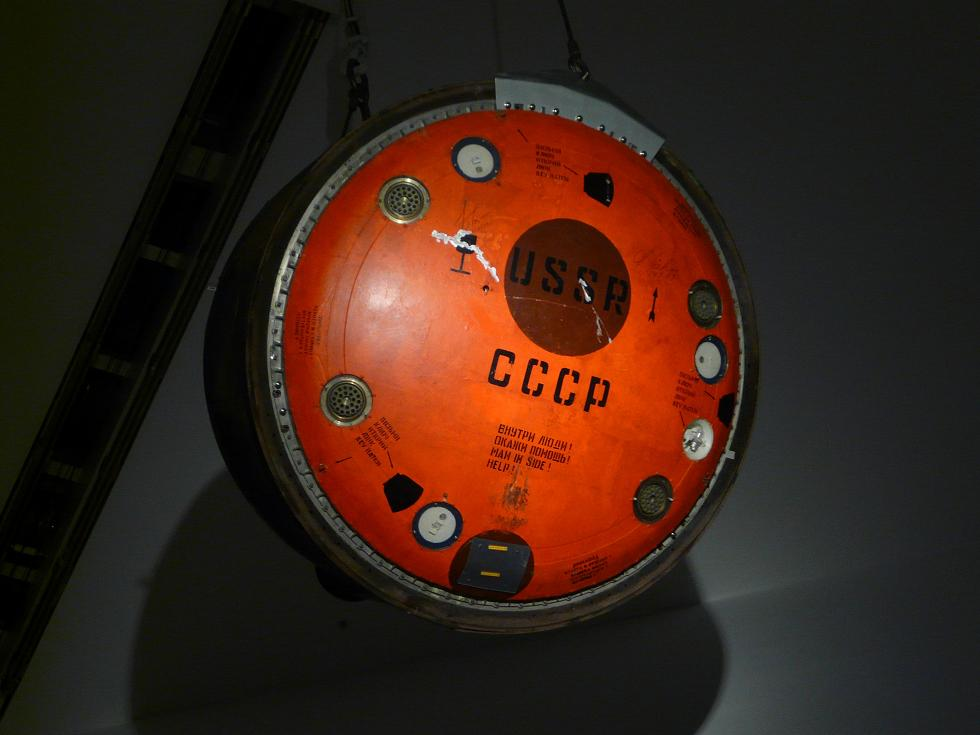
ソユーズ29帰還船
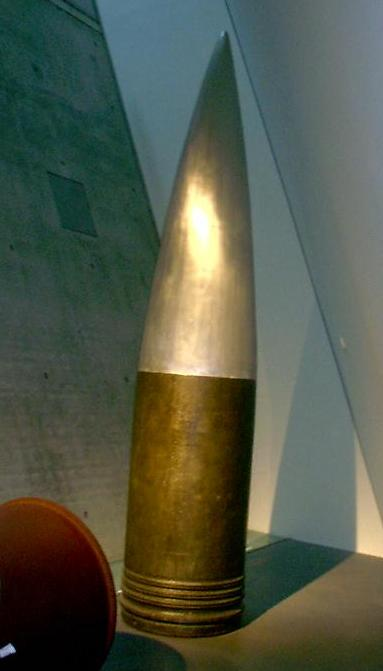
80cm列車砲ドーラの砲弾
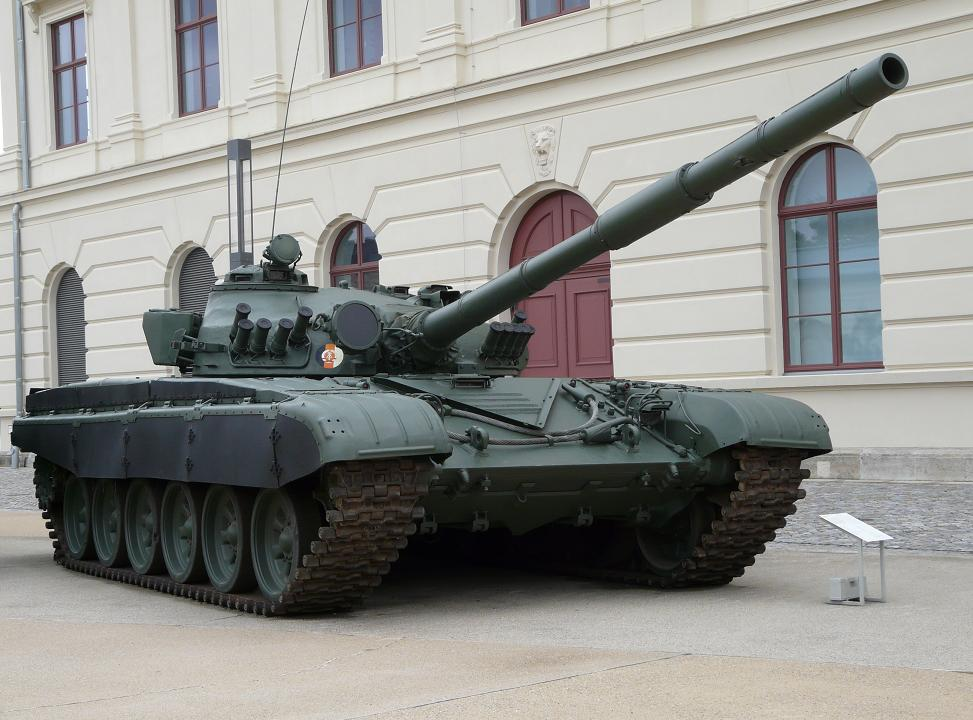
東独軍の戦車T-72
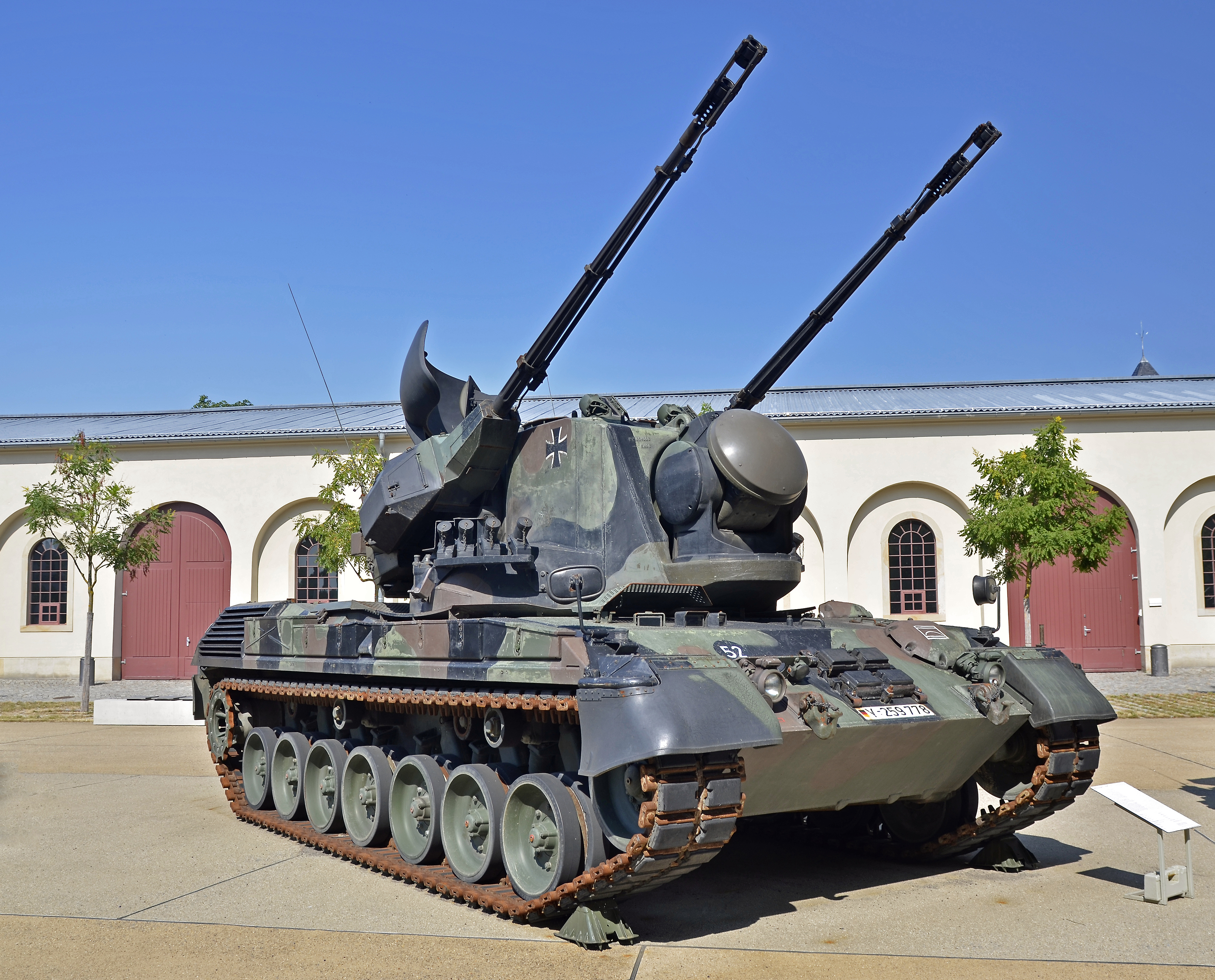
ゲパルト自走対空砲
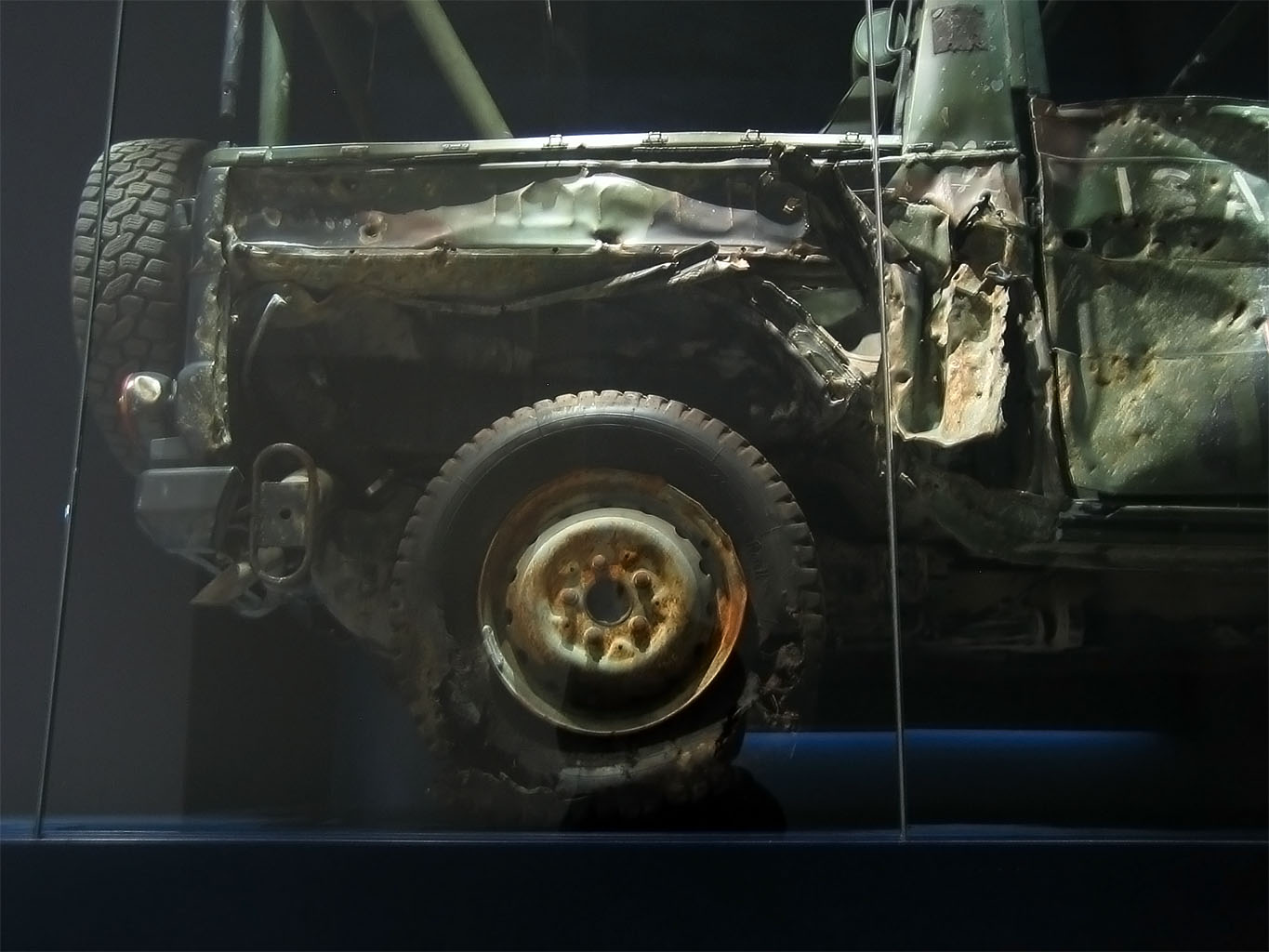
アフガニスタンで地雷により爆破されたドイツ連邦軍のオフロードカーWolf
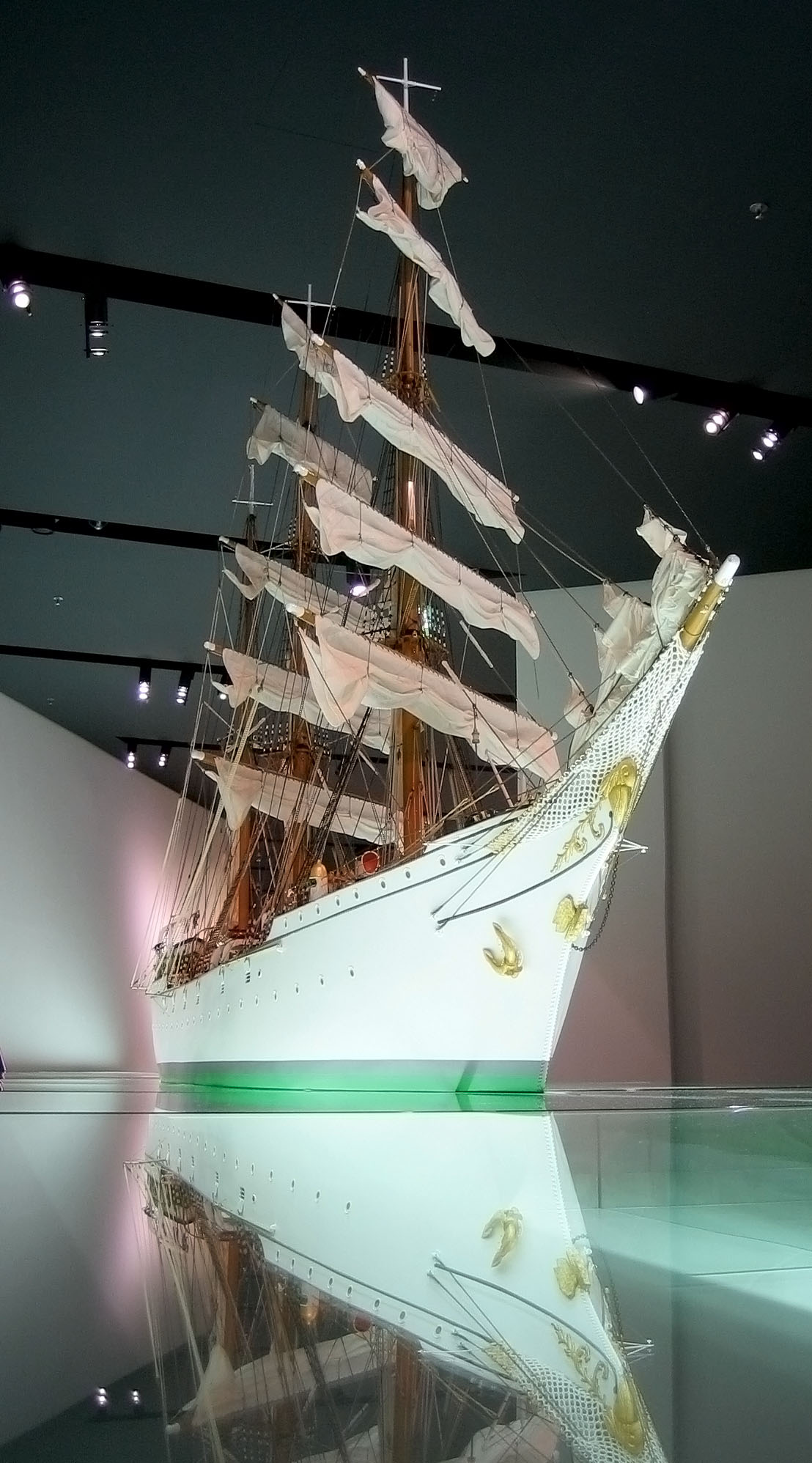
ゴルヒ・フォック模型
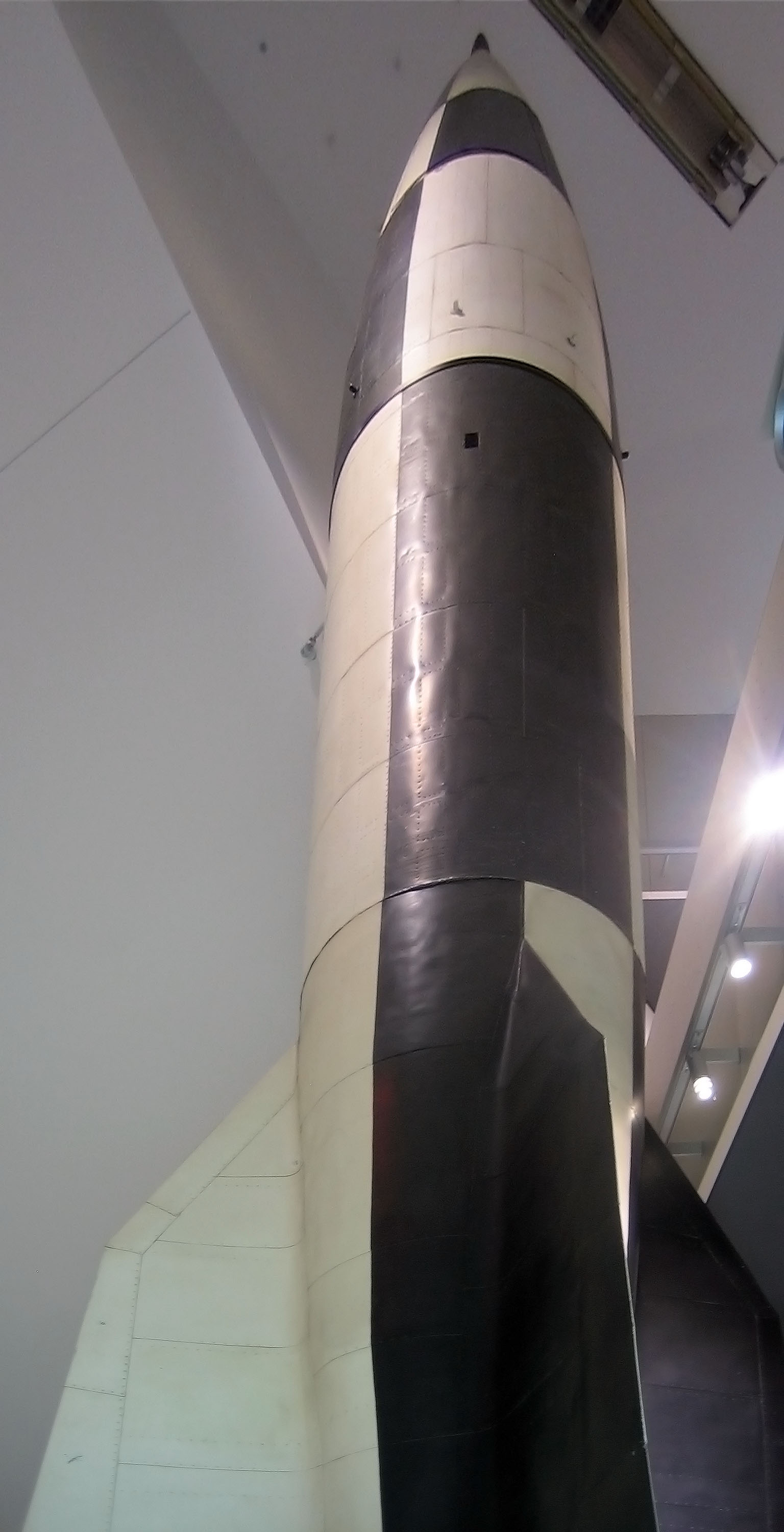
V2ロケット

## 参考書籍
- Gorch Pieken, Matthias Rogg (Hrsg.): Das Militärhistorische Museum der Bundeswehr. Ausstellungsführer. Sandstein Verlag, Dresden 2011, ISBN 978-3-942422-69-7.
- Gorch Pieken, Matthias Rogg (Hrsg.): Militärhistorisches Museum der Bundeswehr. Ausstellung und Architektur. Sandstein Verlag, Dresden 2011, ISBN 978-3-942422-51-2.